# Golden Triangle
Golden Triangle byla česká programátorská skupina skládající se z Františka Fuky (Fuxoft), Miroslava Fídlera (Cybexlab) a Tomáše Rylka (T. R. C.). Tito tři programátoři patřili mezi nejznámější tvůrce textových her. Jednou z jejich textových her je hra Belegost z roku 1989. Jelikož František Fuka byl nejznámější, kdykoliv byla vydána hra s logem Golden Triangle, lidé se domnívali, že jejím autorem je právě František Fuka, přestože se na ní podílel pouze jako autor hudby nebo dokonce vůbec.
Po roce 1989 z Golden triangle zůstal známým pouze František Fuka, Miroslav Fídler s Tomášem Rylkem zmizeli z veřejného života.
V roce 2017 byli všichni tři členové Golden Triangle v rámci České hry roku 2016 uvedeni do Síně slávy českých her.

## Hry vydané s logem Golden Triangle
- Belegost
- Jet-Story
- Tetris 2

## Současnost
V současnosti (rok 2012) jsou Miroslav Fídler a Tomáš Rylek dvěma z pěti autorů frameworku Ultimate++. Na tuto skutečnost v roce 2006 upozornil na svém blogu na Lupě.cz František Fuka.